# 金叶喜林芋
金叶喜林芋（学名：Philodendron melanochrysum）又名絨葉蔓綠絨，为天南星科喜林芋属下的一个种，原产于哥伦比亚。

## 形态
攀援植物。茎草绿色，圆柱形，粗壮，下部具白色条纹，节间长2厘米。鳞叶膜质，变红色，舟状抱茎。叶柄扭转，直立，腹面平坦，长50厘米以上，下部粗2厘米，渐细；叶片革质，鲜绿色，发亮，带金黄色；幼叶赭黄色，边缘透明，于扭曲叶柄的最上部突然反折，长60-80厘米，宽达25厘米，心状长圆形，前裂片狭长圆形，先端长渐尖，后裂片远短于前裂片，偏斜，钝，基部锐尖，I级侧脉白色，斜伸，近边缘时弧曲，3-4对基生，7-8对从中肋伸出。